# El crimen del cine Oriente
El crimen del cine Oriente es una película de cine española dirigida por Pedro Costa.

## Ficha artística
- Anabel Alonso
- Pepe Rubianes
- Marta Fernández Muro
- José María Pou
- Patricia Mendy
- Pep Molina
- Manuel Queso
- Enrique Villén

## Argumento
Basada en hechos reales. A comienzos de los años 50, Salvador y María, dos seres sin suerte en la vida, se encuentran casualmente: A ella la acaban de despedir de la casa en la que servía, cuando la señora descubre que se acostaba con el marido y el hijo. Salvador es el encargado del cine Oriente, lugar que escoge María para protegerse de la lluvia. Deciden iniciar una vida en común pero sus esfuerzos resultan inútiles. El fracaso, la frustración y la mala suerte los acompañan.
Él se refugia en la bebida, por sentirse un hombre fracasado. Una de tantas noches en las que llega bebido, Salvador le recrimina la obsesión de María por escribir cartas a una supuesta hija que nunca envía. Presa de la ira, María lo apuñala hasta la muerte, y comienza a descuartizarlo para que los gatos de la calle se coman sus trozos.
- Datos: Q5824531